# Südwestfinnische Dialekte

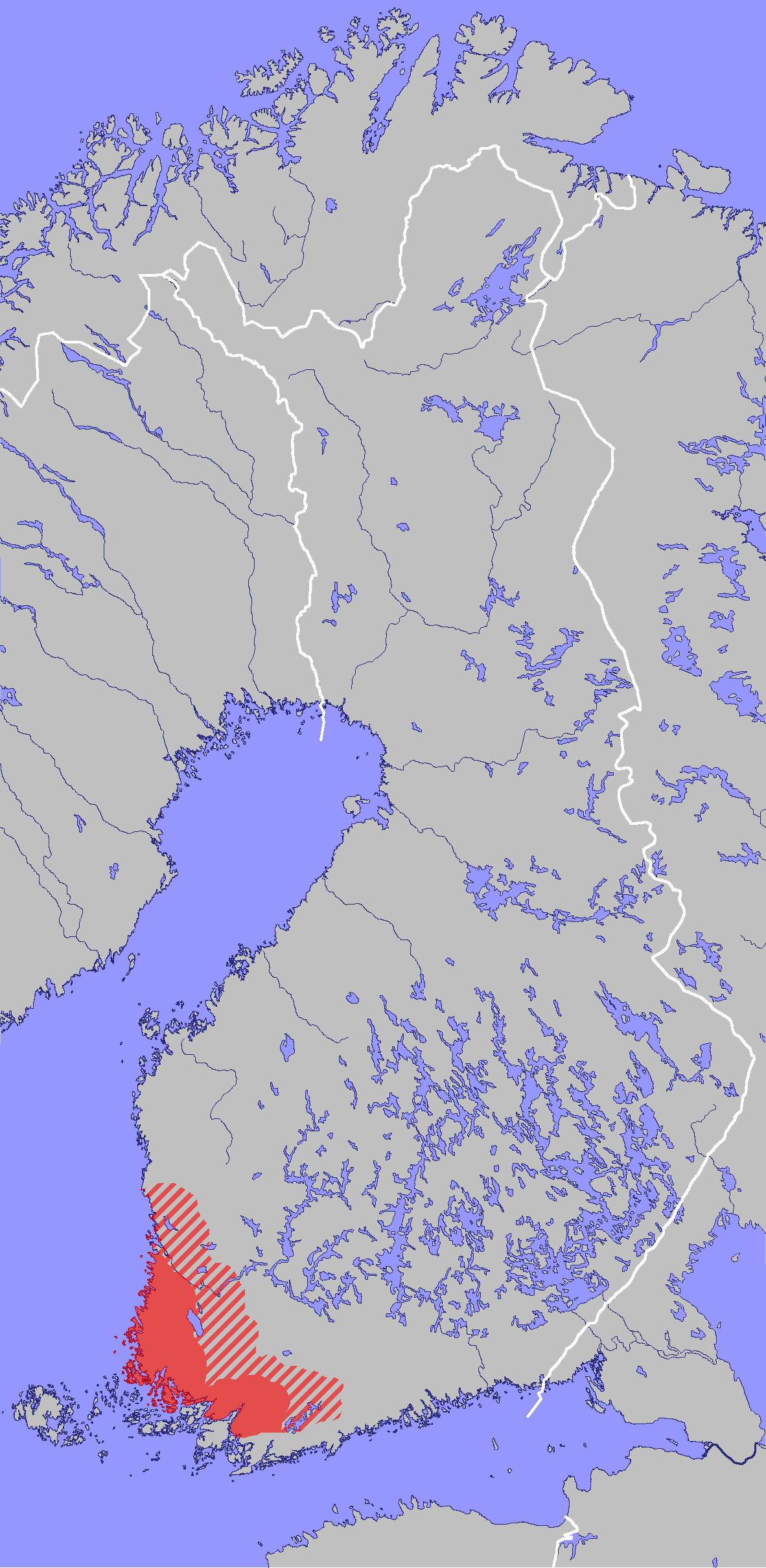
Verbreitungsgebiet der südwestfinnischen Dialekte (Übergangsdialekte schraffiert)

Die südwestfinnischen Dialekte (finn. lounaismurteet) sind eine Gruppe von Dialekten der finnischen Sprache. Sie gehören zu den westfinnischen Dialekten.
Die südwestfinnischen Dialekte sind in einem recht kleinen aber für finnische Verhältnisse dicht besiedelten Gebiet im Südwesten Finnlands verbreitet. Ihr Verbreitungsgebiet umfasst den größten Teil der Landschaft Varsinais-Suomi sowie den Süden von Satakunta und den Westen des finnischsprachigen Teils von Uusimaa. Nach Nordosten hin gehen die südwestfinnischen Dialekte fließend in die Häme-Dialekte über.
Die südwestfinnischen Dialekte teilen sich in eine Reihe von Unterdialekten. Deren bekanntester ist der Dialekt von Rauma und Umgebung, der als schwerstverständlicher finnischer Dialekt gilt.

## Sprachliche Merkmale
Die Unterschiede zwischen den südwestfinnischen Dialekten und der finnischen Standardsprache sind hauptsächlich phonologischer Natur. Dabei zeigen die südwestfinnischen Dialekte nicht nur alle charakteristischen Merkmale der westfinnischen Dialekte, sondern weisen zum Teil auch Parallelen zur estnischen Sprache auf. Die wichtigsten Merkmale der südwestfinnischen Dialekte sind:
Konsonantismus
- Die wichtigste Isoglosse zwischen west- und ostfinnischen Dialekten ist die Entsprechung von schriftsprachlichem d. In den meisten südwestfinnischen Dialekten ist der Laut durch r ersetzt worden, im Dialekt von Rauma hat sich die (sprachhistorisch ältere) Aussprache als stimmhafter dentaler Frikativ [ð] (wie in englisch the) gehalten. (Beispiel: tehrä oder tehðä statt tehdä „machen“).
- In ähnlicher Weise entspricht schriftsprachlichem ts in den meisten Dialekten tt (in der Regel mit t als schwacher Stufe), in Rauma der stimmlose dentale Frikativ [θ] (mettä oder meθθä statt metsä „Wald“).
- Unter bestimmten Umständen werden k, t, p und s verdoppelt (oikke statt oikein „richtig“)
- Unter bestimmten Umständen werden die Doppelkonsonanten nn, mm, ll und rr reduziert (kualu statt kuollut „gestorben“).
- Auslautendes t ist ausgefallen (snää tee statt sinä teet „du machst“), teils tritt Assimilation an seine Stelle (silmäp pääs statt silmät päässä „Augen im Kopf“).
- Teils werden Plosive nach Nasalen (auch über Wortgrenzen hinweg) halb-stimmhaft ausgesprochen (lind [lind̥], muutaman gerra [ˈmuːtɑmɑŋ‿g̥ɛrːɑ] statt lintu „Vogel“, muutaman kerran „einige Male“).
- Die Konsonantengruppen rk und lk zeigen Abweichungen im Stufenwechsel (nälkä – näljä, halko – halvo statt nälkä – nälän „der Hunger – des Hungers“, halko – halon „das Holzscheit, des Holzscheits“).
- Vor einem ursprünglichen Diphthong mit i als zweiter Komponente steht (auch nach Ausfall des i) abweichend von der Schriftsprache die schwache Stufe (kullane statt kultainen „golden“).
- Die südwestfinnischen Dialekte kennen Laute wie f und Konsonantenhäufungen am Wortanfang, die in der Schriftsprache nur in neueren Lehnwörtern vorkommen.

Vokalismus
- Der Kontrast zwischen betonten und unbetonten Silben ist in den südwestfinnischen Dialekten besonders stark ausgeprägt. Dies führt zum einen zu dem charakteristischen Staccato-artigen Sprechrhythmus dieser Dialekte, hat zum anderen aber auch einige tiefergreifende phonologische Prozesse zur Folge:
  - Bei zweisilbigen Wörtern mit langer erster Silbe und allen drei- oder mehrsilbigen Wörtern fällt ein kurzer Endvokal aus (pitk, teräv statt pitkä „lang“, terävä „scharf“).
  - Bei drei- oder mehrsilbigen Wörtern fällt ein kurzer Vokal in der zweiten Silbe aus, wenn die erste Silbe lang ist (suamlaine statt suomalainen „Finne“).
  - Außer in der ersten Silbe werden Langvokale gekürzt (ehto statt ehtoo „Abend“).
  - Nach einer kurzen betonten Silbe wird ein kurzer Vokal halblang gesprochen (mnää asuun Turuus [ˈmnæː ˈɑsuˑn ˈturuˑs] statt minä asun Turussa „ich wohne in Turku“).
- Unter bestimmten Umständen öffnen sich u, y und i als zweite Komponente von Diphthongen zu o, ö und e (laev statt laiva „Schiff“).
- Den schriftsprachlichen Diphthongen ie, uo, yö entsprechen iä, ua, yä (miäs, nuar, tyä statt mies „Mann“, nuori „jung“, työ „Arbeit“).
- Außer in der ersten Silbe fällt ein i in fallenden Diphthongen aus (punane statt punainen „rot“).
- Die auslautenden Lautfolgen ua, yä, ia und iä sind zu einfachen Vokalen reduziert worden (assu statt asua „wohnen“). Teils gilt dies auch für auslautendes ea und eä (korkki oder korkkia statt korkea „hoch“).

Formenlehre
- Der Inessiv hat die Endung -s statt -ssa/-ssä (kyläs statt kylässä „im Dorf“)
- Beim Illativ entspricht dem schriftsprachlichen -VVn (Langvokal + n) im Dialekt von Rauma die Folge VhV (taloho statt taloon „in das Haus“). In den übrigen südwestfinnischen Dialekten kommen abweichende Illativendungen vor (talosse oder talos).
- Der Genitiv Plural hat abweichende Endungen (poikkate, poikate oder pojate statt poikien „der Söhne“).
- Das Imperfektsuffix ist -si statt -i und entspricht somit dem schriftsprachlichen Konditionalsuffix (mnää istusi statt minä istuin „ich saß“).